# Rufo di Avignone
Rufo (... – I secolo) è considerato protovescovo di Avignone, venerato come santo dalla Chiesa cattolica.

## Vita e culto
La più antica testimonianza relativa a san Rufo è il Martirologio avignonese, datato alla metà dell'XI secolo, derivato da quello di Adone (IX secolo), nel quale il santo è commemorato il 14 novembre con la menzione di Sancti Rufi confessoris, ma senza alcun riferimento ad un suo episcopato ad Avignone.
Fonti documentarie dell'inizio del X secolo attestano l'esistenza, nei pressi della città, di una abbazia dedicata a San Rufo. È probabile che questa sia stata eretta nei pressi o sopra la tomba del santo, e non si esclude che possa trattarsi di un vescovo anteriore al V secolo, epoca in cui è storicamente documentato il primo vescovo di Avignone, Nettario.
Una leggenda tardo-medievale ha identificato san Rufo di Avignone con Rufo il discepolo di san Paolo (Lettera ai Romani 16,13), figlio di Simone di Cirene, colui che aiutò Gesù a portare la croce sul Golgota (Vangelo di Marco 15,21). Dopo essere stato vescovo di Tebe in Grecia, seguì san Paolo in Spagna dove fu vescovo di Tortosa; da qui sarebbe stato mandato dall'apostolo ad evangelizzare Avignone.
Nella stesura del martirologio romano, il Baronio spostò la sua commemorazione al 12 novembre, e a questa data è rimasta fino alla riforma del martirologio dopo il Concilio Vaticano II, che ha ricollocato la sua memoria al 14 novembre con queste parole: